# گل‌نمک
گل‌نمک یا اسمورفت (به انگلیسی: Smurfette) اسمورفی دختر است که توسط گارگامل ساخته شده‌است. او در ابتدا موهای مشکی رنگ داشت اما پس از اینکه بابا اسمورف او را تبدیل به یک اسمورف واقعی کرد، موهایش بور شدند. در ابتدا او مأمور نابود کردن اسمورف ها بود اما بابا اسمورف او را تبدیل به یک اسمورف واقعی کرد و او نسبت به محافظت از اسمورف ها احساس مسئولیت کرد و در مقابل گارگامل ایستاد 

## صداپیشه

### انگلیسی
لوسیل بلیس (کارتون)
کیتی پری (فیلم ۱ و ۲)
دمی لواتو (اسمورف‌ها:دهکده گمشده)